# Kirchspielvogteigebäude Segeberg

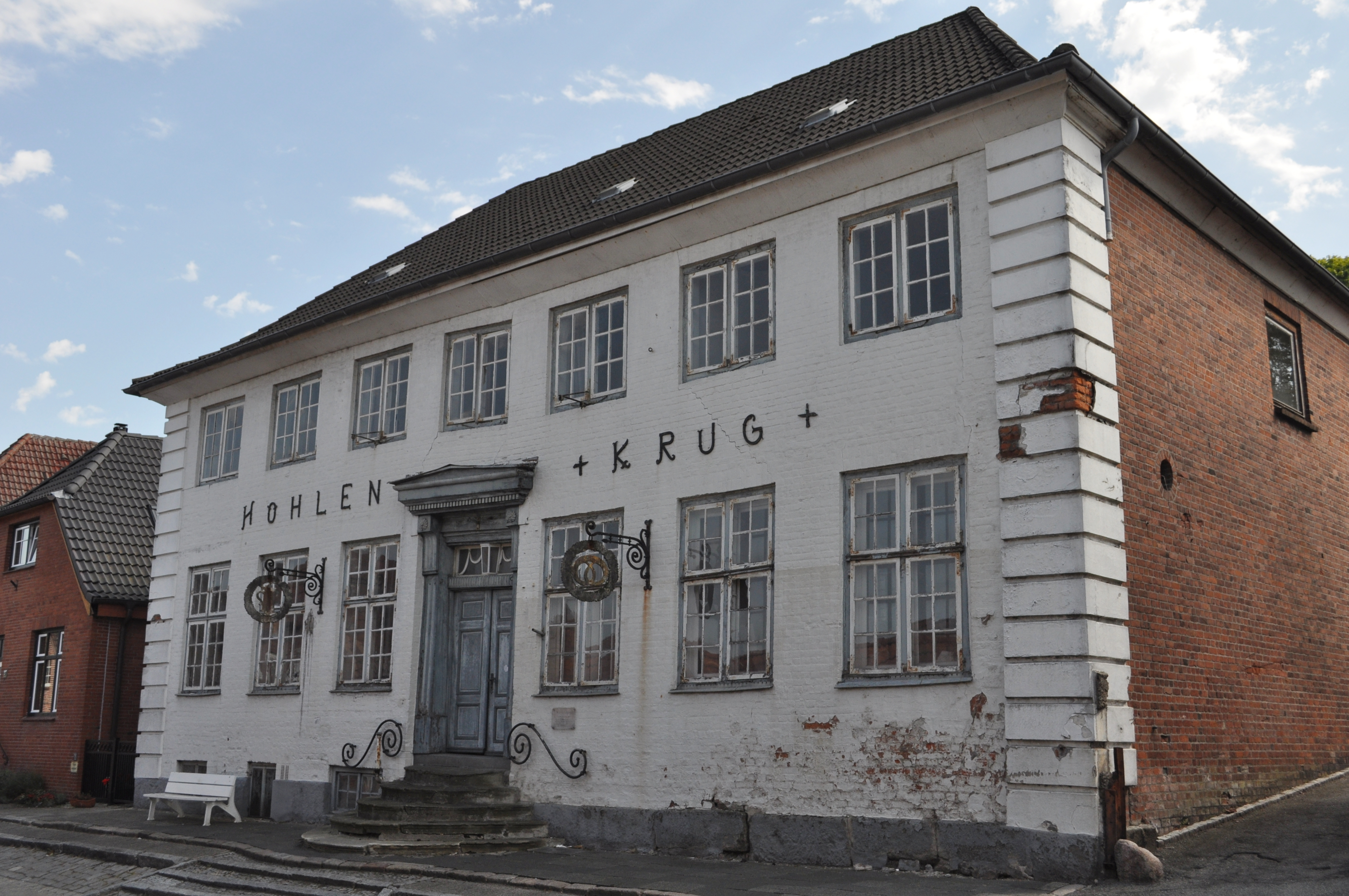
Kirchspielvogteigebäude Segeberg

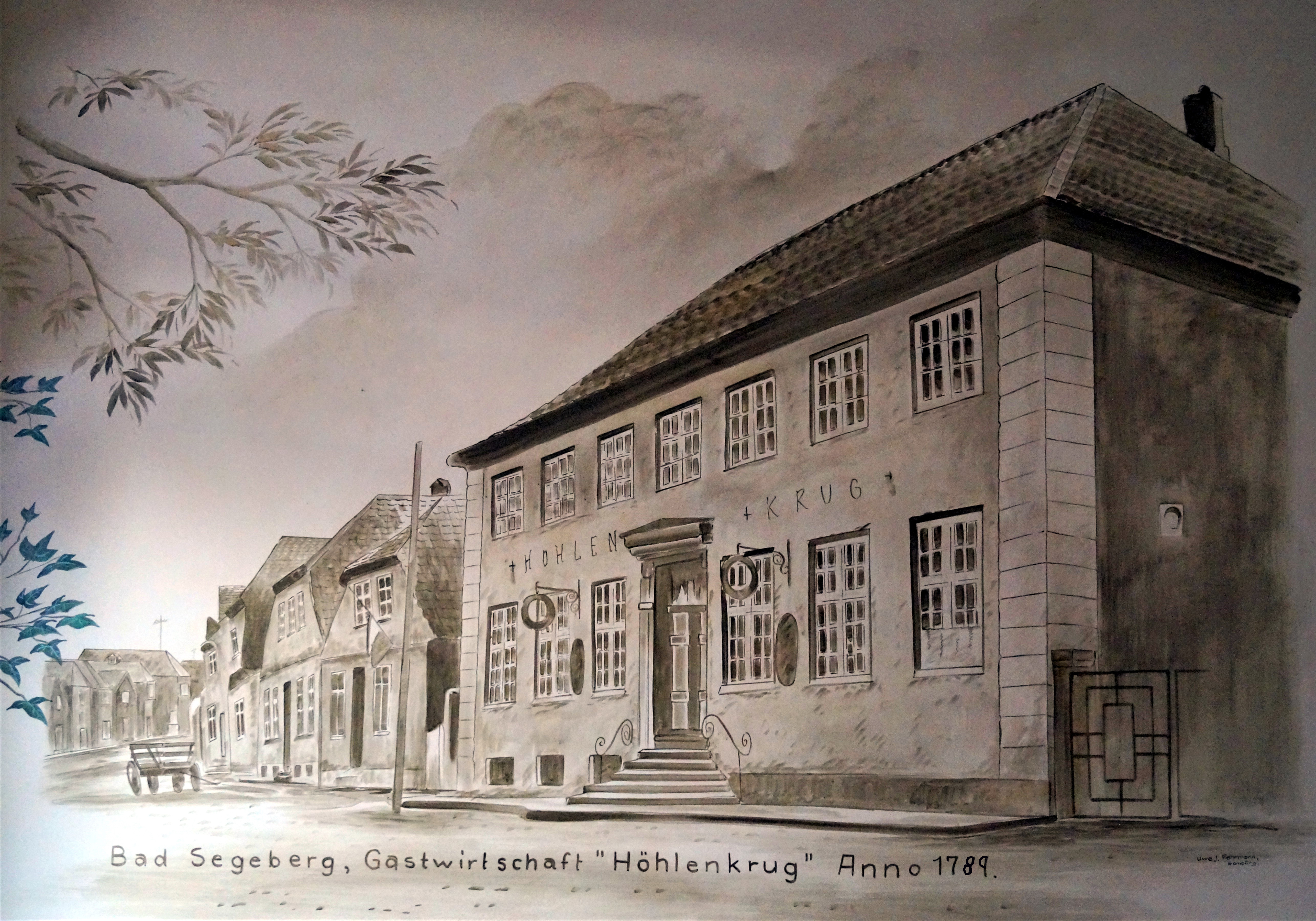
Fresko des „Höhlenkrug“-Gebäudes

Das Segeberger Kirchspielvogteigebäude (heute noch bekannt als „Höhlenkrug“) wurde nach einem Brand des Vorgängerhauses in den Jahren 1788/89 vom Haus- und Kirchspielvogt Wichmann auf dem freigewordenen Doppelgrundstück in der heutigen Segeberger Altstadt als geräumiges Wohn- und Amtshaus errichtet. Im 19. Jahrhundert ging es in die Hände Segeberger Handwerker über und wurde mehrfach umgebaut und erweitert, bis die darin angesiedelte „Höhlenkrug-Bäckerei“ im Jahre 2017 ihr Gewerbe zuletzt schloss. Seitdem kursierten Umnutzungsvorhaben; seit Anfang 2019 beabsichtigt ein Förderverein die Umwandlung des historischen Gebäudes sowie der rückwärtigen Anbauten in ein Segeberger Kreis- und Stadtmuseum.

## Baustil und Bauschmuck
Der klassizistische Schmuck verleiht dem prächtigen Neubau ein ganz besonderes Gepräge, mit dem es ursprünglich aus der Reihe der viel älteren benachbarten Bürgerhäuser in besonderer Weise hervorstach: Die Hausecken zeigen derbe in Putz ausgeführte Rustikaleisten. Besonders hervor tritt die stark verzierte Haustür, dessen seitliche Türrahmen in Holz geschnittene, kannelierte Pilaster darstellen. Nach oben hin schließt das Portal mit einem Oberlicht samt Laterne ab, dessen Felder durch senkrechtes Stabwerk gegliedert werden und durch Ornamentik in Form von Tüchern geschmückt sind. Über dem Oberlicht ist der Türrahmen gekrönt durch ein griechisches Dreieck, das ebenfalls in Holz ausgeführt und der oberen Mauerkante vorgelagert ist. Neben diesen frühklassizistischen Elementen schmückt das Gebäude eine schöne hohe Fensterreihe, eine geschwungene Treppe und in prachtvolle Schnecken gewundene, schmiedeeiserne Handläufe – Elemente, die allesamt eher noch in die Epoche des Barock verweisen.

## Bewohner und Nutzer
Im ersten Jahrzehnt des 19. Jahrhunderts bewohnte ein Ehepaar Magnus das Haus; die aus Kiel stammende Frau Magnus war eine geborene Wichmann und wohl eine Verwandte des Kirchspielvogts Wichmann. Sie war verheiratet mit dem Senator und Bergkontrolleur Magnus und hatte das Unglück, dass im Jahre 1822 kurz nacheinander ihr Sohn, ein Medizinstudent, und ihr Gatte starben.
Nach dem Tode des Erbauers, Kirchspielvogt Wichmanns, hatte zunächst der neue Besitzer, Leutnant und Postmeister Theodorus Koch, in und vor der ehemaligen Kirchspielvogtei eine Poststation eingerichtet. Zu dieser Zeit hatte das Haus mit dem französischen Marschall Bernadotte, dem nachmaligen schwedischen König Karl XIV. Johann, seinen höchsten Besuch: Nach der Leipziger Schlacht Ende 1813 war der französische Marschall mit einem schwedisch-deutsch-russischen Heer durch Holstein marschiert – fast den ganzen Dezember des Jahres 1813 hindurch lag das Hauptquartier dieser Armee in Segeberg; der Oberbefehlshaber Bernadotte wohnte bei dem Postmeister Koch im Haus des ehemaligen Kirchspielvogtes Wichmann.
Nach dem Postmeister Koch erwarb der Senator und Bergkontrolleur Magnus das Palais; nach dessen frühem Tod übergab Frau Magnus es an den Kirchspielvogt Lange, übernahm es aber 1838 noch einmal auf einige Jahre, um es dann 1841, wohl bei ihrem Fortgang aus Segeberg, an den Gastwirt Hinrich Fürstenberg zu verkaufen. Fürstenberg richtete 1847 in dem Palais zusätzlich eine Bäckerei ein, und 1848 kam noch eine Kegelbahn mit Kegelschreibstube hinzu. Im Jahre 1871 ging das ganze Anwesen an Christian Heinrich Sorgenfrey über, der unter dem Namen „Zum Kalkberg“ wiederum eine Bäckerei mit Gaststätte darin eröffnete. Nach der Entdeckung der Kalkberghöhlen (1912) wurde die Gaststätte in „Höhlenkrug“-Bäckerei umbenannt. Die Familie Sorgenfrei betrieb darin ihr Traditionsgeschäft bis in die sechste Familiengeneration.

## Pläne zur Nachnutzung
Nach der Schließung des Bäckereibetriebs im Jahre 2017 entstand die Idee, das historische Gebäude des „Palais Wichmann“ in der Segeberger Altstadt und am Fuße des Kalkberges zu einem Segeberger „Kreis- und Stadtmuseum“ umzunutzen. Der Anfang 2019 gegründete „Förderverein Kreis- und Stadtmuseum Segeberg“ setzt sich für die Einrichtung eines „Kulturhistorischen Zentrums“ im ehemaligen Palais Wichmann ein und weist dabei besonders auf die historische Relevanz des Alt-Gebäudes hin, in welchem – zusammen mit den rückwärtigen Anbauten – vielfache Nutzungsmöglichkeiten Platz finden könnten: Dauer- und Wechselausstellungen, Vorträge, Veranstaltungen, Workshops, Museumspädagogik und ein Museums-Café sowie weitere Kultureinrichtungen.